# سيمون ديكي
سيمون ديكي (بالإنجليزية: Simon Charles Dickie)‏ هو موجه قوارب ‏ نيوزيلندي، ولد في 31 مارس 1951 في Waverley, Dunedin ‏ في نيوزيلندا، وتوفي في 13 ديسمبر 2017 في تاوبو ‏ في نيوزيلندا.

## وصلات خارجية
- سيمون ديكي على موقع الاتحاد الدولي للتجديف (الإنجليزية)
- سيمون ديكي على موقع اللجنة الأولمبية الدولية (الإنجليزية)
- سيمون ديكي على موقع أوليمبيديا (الإنجليزية)
- سيمون ديكي على موقع اللجنة الأولمبية النيوزيلندية (الإنجليزية)